# Hana Hegerová (EP)
Eponymní EP deska Hany Hegerové z roku 1969 obsahuje 4 písně s texty Pavla Kopty. Sleeve-note napsal Jiří Černý. Doprovodný orchestr dirigoval Dalibor Brázda. Píseň Láska (Ne me quitte pas) je v pozdějších reedicích uváděna pod názvem Lásko prokletá.

## Písničky
1. Lásko má (Jacques Brel / Pavel Kopta)
2. Cesta (cikánská romance / Pavel Kopta)
3. Láska (Ne me quitte pas) (Jacques Brel / Pavel Kopta)
4. Můj dík (Merci) (Gilbert Bécaud / Pavel Kopta)